# Jasper Lange
Jasper Lange († 1510 in Lübeck) war Kaufmann und Ratsherr der Hansestadt Lübeck.

## Leben
Der Kaufmann Jasper Lange wurde 1488 in den Lübecker Rat erwählt. Im Rat führte er in den Jahren 1498 bis 1500, 1502 und von 1505 bis 1507 das Amt des Kämmereiherrn der Stadt. Als Vertreter und Gesandter der Stadt verhandelte er 1488 in Lübeck die Besoldungsansprüche von 45 Reisigern gegen die Hansestadt Rostock und 1503 gehörte er der Lübecker Gesandtschaft an, die mit König Johann I. von Dänemark in Segeberg über Schadensersatzansprüche Lübecker Kaufleute verhandelten. 1501 wurde Lange Mitglied der patrizischen Zirkelgesellschaft. Er war einer der Vertreter der Stadt auf dem Hansetag 1507 in Lübeck.
Lange war verheiratet mit Geseke, einer Tochter des Lübecker Kaufmanns Hermann Evinghusen. Er bewohnte seit 1471 das Haus Königstraße 19 in Lübeck; vor den Toren der Stadt gehörte ihm ein Anteil an Schlutup. Sein Wappen, ein mit drei weißen Enten belegter goldener Balken auf blauem Grund, befand sich in der Südervorhalle der Jakobikirche. Seine Tochter Anna heiratete den Lübecker Ratsherrn Hartwig Stange.